# Aandrijving

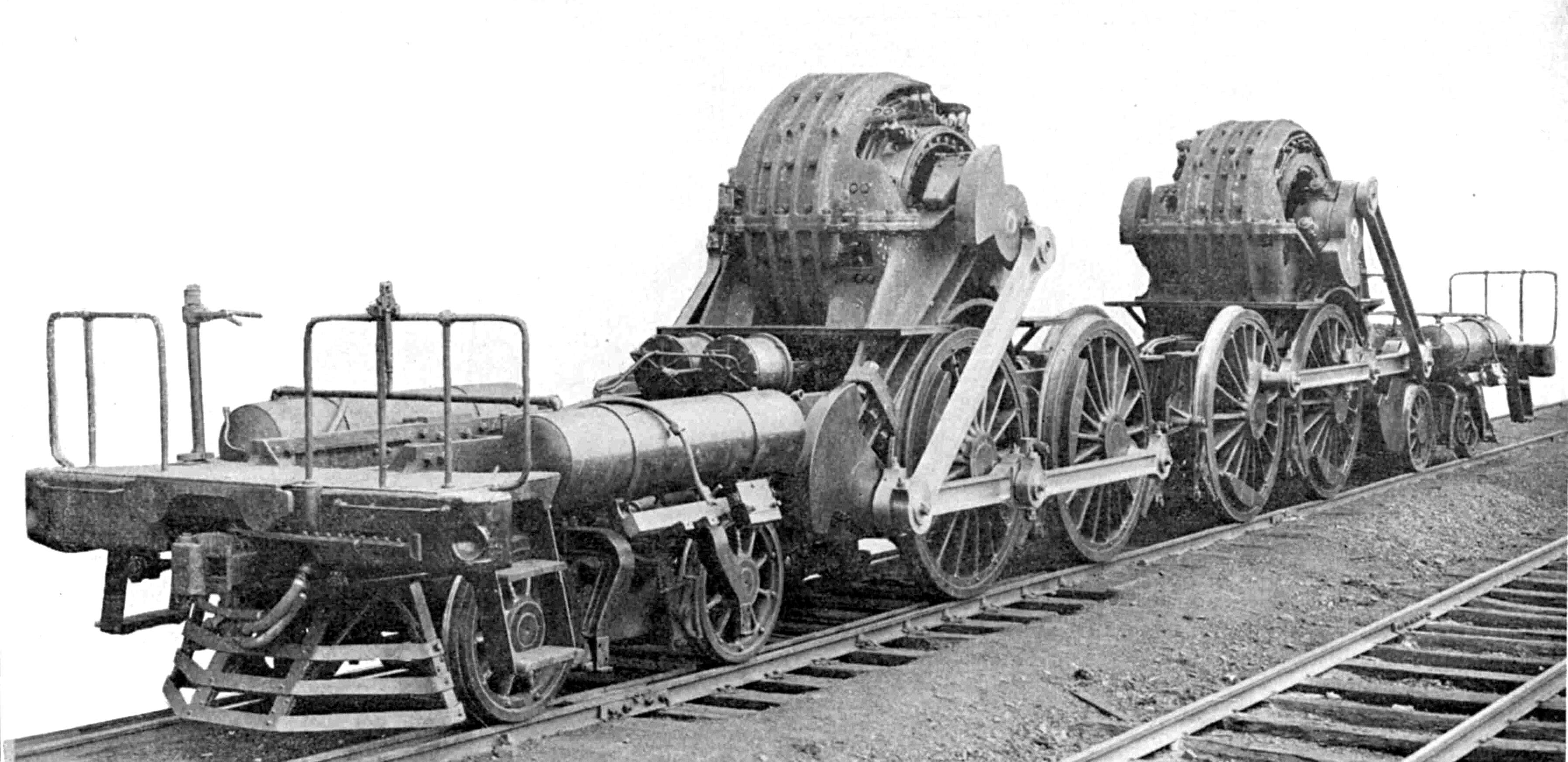
Aandrijving van een elektrische locomotief (DD1) van de Pennsylvania Railroad

Een aandrijving is een systeem dat ervoor zorgt dat een machine of een machineonderdeel zich in beweging zet. Te denken valt bijvoorbeeld aan een motor om een auto, die via de aandrijflijn ervoor zorgt dat de auto zich voortbeweegt, of windkracht die de wieken van een windmolen laat draaien, maar ook aan hydrauliek en pneumatiek, waarmee de aandrijving van losse componenten wordt geregeld.
Verschillende soorten aandrijvingen zijn:
- Mechanische aandrijvingen door mechanisch vermogen
- Elektrische aandrijvingen door elektrisch vermogen
- Hydraulische aandrijvingen
- Pneumatische aandrijvingen

Als het aandrijvende en het aangedreven voorwerp direct aan elkaar verbonden zijn, spreekt men van een directe aandrijving. Meestal is een aandrijving echter indirect, doordat zich tussen beide een of ander soort overbrenging bevindt.
Bij de aandrijving van een voertuig wordt de kracht van de aandrijving (of de snelheid) vaak geregeld door een pedaal of een draaibaar handvat (twistgrip). Vaak wordt, onafhankelijk van het type motor, informeel gesproken van gaspedaal in het geval van bediening met een pedaal, of (draai)gashendel bij handbediening.